# Museo de Neanderthal
El Museo de Neanderthal es un museo paleontológico de Alemania dedicado a los descubrimientos en torno a la especie Homo neanderthalensis, situado cerca de Düsseldorf, exactamente en el camino que une Erkrath y Mettmann, y fue abierto en 1996. Los directores del museo son los componentes de la «corporación del Neanderthal», y cada año es visitado por aproximadamente 250 000 personas. 

## Historia
En agosto de 1856 fue descubierto el espécimen que luego sería conocido como Neanderthal 1. El lugar fue la cueva Feldhofer en el valle de Neander (un tramo del curso del río Düssel). Fue bautizado Hombre de Neanderthal porque así se dice valle de Neander en alemán. En 1997 y 2000 se produjeron nuevos descubrimientos que se añadieron al material ya conocido.
Con los datos obtenidos y los restos se construye este museo, aunque ya anteriormente existía un museo con el mismo propósito, pero la creación del nuevo relegó al viejo a un segundo plano. Actualmente se utiliza como taller de la Edad de Piedra.
El nuevo museo se anunció públicamente en 1993 y se abrió al público a partir de 1996. Se compone de unas modernas instalaciones con audiovisuales, un audio-guía, tienda de regalos, cafetería...